# De melkmuil
De melkmuil is het 14de album uit de stripreeks De Blauwbloezen. Het werd getekend door Willy Lambil en het scenario werd geschreven door Raoul Cauvin. Het album werd uitgegeven in 1984.

## Verhaal
Blutch en Chesterfield krijgen drie weken verlof en willen deze doorbrengen in Fort Bow. Daar aangekomen blijkt de verjaardag van Mathilde Appeltown bezig te zijn. Chesterfield ziet dat er een vreemde man met haar danst, en wil haar het liefst uit de buurt van deze persoonlijkheid krijgen. Uit frustratie gaan Chesterfield en Blutch naar de naburig gelegen pub van Charlie Bleekbek, een eigenaar die ze uit een vorig avontuur nog kenden, om zich vol te gooien met drank.
Door omstandigheden komen de twee terecht in een knokpartij binnen het café en moeten door hun eigen collega's gearresteerd worden, aangevoerd door de persoon die met Mathilde danste.

## Personages in het album
- Blutch
- Cornelius Chesterfield
- Kolonel Appeltown
- Mathilde Appeltown
- Charlie Bleekbek
- Tripps
- Bryan
- Lt George Appeltown